# Belleplates
Belleplates е търговска марка ударни музикални инструменти от групата на звънците. Инструментите се състоят от дръжка, свързана с трапецовидна алуминиева пластина, удряна от прикрепено чукче. Представляват комбинация от ръчен звънец и ръчна камбанка. Принципите за свирене – индивидуално или в хор – са същите като при свирене на ръчен звънец.
Марката Belleplates е притежание на фирмата Belleplates Inc. на британеца Морис Дейвис (Maurice Davies), който изобретява инструмента, след като парче алуминий пада на пода в студиото му и произвежда приятен музикален звук. Самият Дейвис е човек с дългогодишни интереси и дейност в областта на ръчните звънци и камбанки. За първи път новият инструмент е представен пред публика през 2002 г. Счита се за професионален инструмент, звучи добре и както други инструменти от рода на ръчния звънец, позволява успешното му използване на концерти.